# 박종우 (1989년)
박종우 (朴鍾佑, 1989년 3월 10일 ~ )는 대한민국의 축구 선수로 현재 부산 아이파크에서 중앙 미드필더로 활약하고 있으며 2012년 하계 올림픽 동메달리스트이다.

## 클럽 경력
2010년 부산 아이파크에 입단하였다. 드래프트를 앞둔 2009년 12월 고려대학교와의 경기에 출전하였다가 입은 부상으로 데뷔전이 미뤄졌고 4월 21일 인천 코레일과의 2010 FA컵 32강 홈경기(3 - 0)에서 데뷔전을 치렀다. 그 해 리그 12경기에 출전하여 1도움을 기록하였다. 2011 시즌 개막을 앞둔 동계 전지훈련에서는 풀백으로 활약하였으나 시즌 개막 후 중앙 미드필더로 보직을 변경하였다. 김한윤과 호흡을 맞추며 주전 중앙 미드필더 자리를 굳혔고 이 활약을 바탕으로 홍명보가 이끄는 U-23 대표팀에 발탁되기도 하였다.
2013 시즌 종료 후 스벤예란 에릭손 감독이 이끌던 광저우 푸리로 이적하였다. 광저우에서 1시즌 반 동안 리그 34경기에 출전하여 1골을 기록하였다.
2015년 여름 알자지라 클럽으로 이적하였다.
그 이후, 2017년 에미리트 클럽으로 이적하였다.
2018년 수원 삼성 블루윙즈로 약 8년만에 한국무대로 리턴하였다. 수원 삼성에서의 첫시즌인 2018년에는 몸을 사리지 않는 플레이 특유의 터프함은 여전해보였으나 폼이 올라올때쯤 부상을 당하는등 안타까운 이유로 약 7경기만을 소화해냈다.
박종우는 2019 시즌을 앞두고 친정팀인 부산 아이파크로 복귀하였다. 2019년 8월 11일 열린 대전 시티즌과의 경기에서 부산 복귀 후 첫 골을 터뜨렸다.
이후 2019 시즌 팀의 첫 승격을 이끌었으나 2020 시즌 재강등의 아픔을 당했다.
2023 시즌까지 친정인 부산 아이파크의 주장으로 활약했다.

## 국가대표 경력
2011년 10월에 열린 우즈베키스탄과의 평가전에서 프리킥으로 득점을 기록하며 런던 올림픽 최종 명단에 들기 위한 경쟁에서 우위를 점하기 시작하였다. 같은 팀의 이범영, 김창수와 함께 2012년 런던 올림픽 축구 대표팀 최종 명단에 포함되었고 올림픽 첫 동메달 획득에 기여하였다.
2012년 10월 16일에 벌어진 이란과의 월드컵 최종 예선에 선발 출전하며 국가대표팀 데뷔전을 가졌다.

## 사건

### 독도 셀러브레이션 사건
대한민국과 일본의 2012년 하계 올림픽 동메달 결정전에서 2-0으로 승리하면서 동메달을 획득한 이후 박종우는 한 관중이 들고 있던 '독도는 우리 땅'이라는 한국어 문장이 적힌 피켓을 건네받았고 이 피켓을 들며 돌아다니는 셀러브레이션을 했다. 하지만 IOC는 올림픽 헌장에 위배되는 정치적 문구를 사용했다며 그의 시상식 불참을 권고하였고 대한체육회가 이에 수긍하고 박종우에게 대표팀에 참석하지 말 것을 지시하였다. 이 일로 대한축구협회가 일본축구협회에 문법에 맞지 않는 글들로 이루어진 사과성 공문을 보내 비판을 받았고 IOC와 대한체육회 역시 비판의 대상이 되었다. 하지만 2012년 10월 31일에 FIFA에서 동메달 증명서를 발급했다. 이에 대해서 FIFA는 징계와 별개라고 하였다. 박종우는 이후 FIFA로부터 국가대표팀 공식경기 A매치 2경기 출장 정지와 3,500 스위스 프랑(약 410만원)의 벌금형을 선고받았다. IOC는 2013년 2월 12일에 박종우에게 동메달을 수여하기를 공식 결정하였고, 대한체육회에 재발 방지를 하기 위한 교육 계획을 수립하라는 권고를 하면서 논란이 종결되었다. 독도 세리머니 사건으로 인해 박종우에게는 "독립 투사", "독도 남자", "독도남"이라는 별명을 얻었다. K리그 레전드로 인정받으며 영상짤이 올라오기도 했다.

### SNS 사건
박종우는 2014년 7월 10일 오후 2시경 자신의 인스타그램에 "두 귀를 막고, 두 눈을 감고"라는 글과 함께 헤드폰으로 귀를 막고 있는 사진을 게재했다. 불과 얼마전 정성룡의 SNS 게시글이 문제가 되었던 것과 이 날 홍명보 감독이 사퇴한 것과 맞물려 논란이 일었다. 2014년 FIFA 월드컵의 실패로 인해 한국 축구계에 지속적인 질타가 쏟아지고 있는 와중이었기 때문에 축구팬들의 질타를 듣기 싫다는 것으로 해석할 수 있어 비난을 받았다.